# Palpatine
Sheev Palpatine eller Darth Sidious, sedermera Kejsare Palpatine, är den främste antagonisten i George Lucas Star Wars-värld.
Palpatine är en sithmästare och gör politisk karriär som senator från planeten Naboo och blir i den första Star Wars-filmen vald till överkansler, och senare utnämner han sig till kejsare över det nybildade Rymdimperiet. I sin strävan efter absolut makt omvänder han jediriddaren Anakin Skywalker till den mörka sidan av Kraften och gör honom till sin lärjunge. Palpatine ger Anakin namnet Darth Vader. I Jedins återkomst kastade Darth Vader ner Palpatine in i dödsstjärnans kärnreaktor för att rädda sin son Luke Skywalker. Detta lät allmänheten tro att han var död. Men i Star Wars: The Rise of Skywalker visade han sig ha överlevt och hade, med hjälp av en grupp följeslagare, byggt upp en av de starkaste rymdflottorna i galaxen. Denna flotta förstördes av Rebellalliansen med hjälp av civila rymdskepp. Palpatine dog efter en strid mot Rey och Ben Solo.

### Fotnoter
1. ↑  Collins, Elle. ”The entire Emperor Palpatine story explained” (på amerikansk engelska). Looper.com. https://www.looper.com/173072/the-entire-emperor-palpatine-story-explained/. Läst 3 januari 2020.
2. ↑  ”22 saker du (kanske) inte visste om "Star Wars: Episod III - Mörkrets hämnd"”. Moviezine. 19 december 2015. https://www.moviezine.se/nyheter/22-saker-du-kanske-inte-visste-om-star-wars-episod-iii-morkrets-hamnd. Läst 2 juli 2018.
3. ↑  ”Star Wars: The Rise Of Skywalker: 5 Things About Palpatine's Return That Worked (& 5 That Didn't)” (på amerikansk engelska). ScreenRant. 22 december 2019. https://screenrant.com/star-wars-rise-skywalker-palpatine-emperor-worked-succeeded-failed/. Läst 3 januari 2020.